# Attentat de Mogadiscio du 11 décembre 2016
Pour les articles homonymes, voir Attentat de Mogadiscio.
L'attentat de Mogadiscio a lieu le 11 décembre 2016 en Somalie.

## Déroulement
Un camion piégé conduit par un kamikaze explose près de l'entrée du port de commerce de Mogadiscio, capitale de la Somalie.

## Revendication
L'attaque est revendiquée rapidement par le groupe terroriste islamiste Harakat al-Chabab al-Moudjahidin sur Telegram.

## Bilan humain
Le bilan fait état de 29 morts et de dizaines de blessés.